# Thyreus empeyi
Thyreus empeyi là một loài Hymenoptera trong họ Apidae. Loài này được Eardley mô tả khoa học năm 1991.